# Asier Agirre
Asier Agirre Irisarri, llamado Agirre, nacido en Pamplona (Navarra) el 11 de junio de 1995, es un pelotari español de pelota vasca en la modalidad de mano, que juega en la posición de delantero.

## Palmarés
- Campeón del Cuatro y Medio de promoción, 2017
- Campeón del Campeonato de Parejas de promoción, 2018
- Campeón del Campeonato de Parejas de promoción, 2020
- Campeón del Campeonato de Parejas de promoción, 2024

## Final del Cuatro y Medio de 2.ª categoría
| Año  | Campeón | Subcampeón | Tanteo | Frontón |
| ---- | ------- | ---------- | ------ | ------- |
| 2017 | Agirre  | Peña II    | 22-20  | Labrit  |

## Finales del Campeonato de Parejas de 2.ª categoría
| Año  | Campeones              | Subcampeones              | Tanteo | Frontón |
| ---- | ---------------------- | ------------------------- | ------ | ------- |
| 2016 | Gorka - Tolosa         | Agirre - Larunbe          | 22-11  | Labrit  |
| 2018 | Agirre - Iturriaga     | P. Etxeberria - Jaunarena | 22-21  | Labrit  |
| 2019 | Elordi - O. Etxebarria | Agirre - Salaverri II     | 22-20  | Labrit  |
| 2020 | Agirre - Eskiroz       | Peña II - Erasun          | 22-20  | Labrit  |
| 2024 | Agirre - Iztueta       | Larrazabal - Eskiroz      | 22-06  | Labrit  |